# LOOKサイクルインターナショナル
LOOKサイクルインターナショナル（LOOK Cycle International ）はフランス・ヌヴェールに本社を置く自転車及び自転車用品（自転車フレーム、自転車用ビンディングペダルなど）のメーカー。

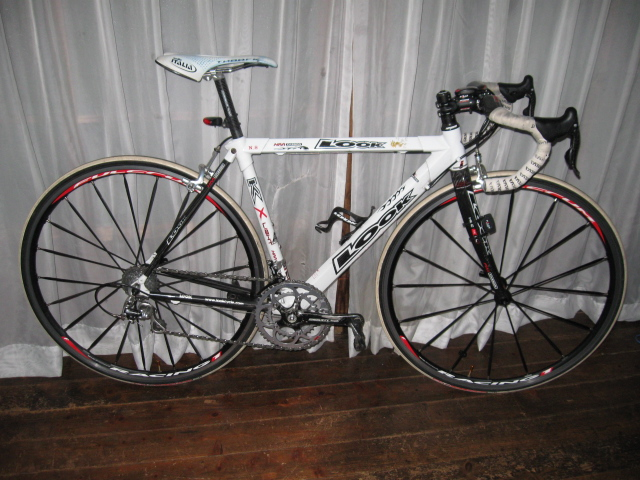
LOOK社製のフレーム KX LiGHT で組成されたロードバイク。

カーボンフレームの老舗ブランドで、2000年から3年連続のツール・ド・フランス山岳賞獲得、ブエルタ・ア・エスパーニャ2000年、2002年総合優勝を達成するなどロードバイクでの実績もさることながら、トラックレース用フレームでの実績も数多く、2004年のアテネオリンピックで9個のメダルを獲得するなど、ロード・トラックを問わず、実績を残している。
LOOK社製ペダル
- LOOKペダルの下面側
- LOOKペダルの上面側

日本国内では、株式会社ユーロスポーツインテグレーションが輸入総代理店である。

## 歴史
- 1951年 - 設立。スキー用品の製造を手がける。
- 1984年 - 業界初のビンディングペダル「PP65」を発表、ベルナール・イノーによるツール・ド・フランス総合優勝に貢献した。
- 1986年 - フルカーボンフレーム KG86 の製造を開始。
- 1990年 - KG196 モノコック発売
- 2004年 - 株式会社ユーロスポーツインテグレーション(代表取締役兼CEO 相馬  充）が日本総代理権を取得。
- 2004年 - アテネオリンピックで日本選手団がLOOK 496 Athenaフレームで男子チームスプリント競技で銀メダル獲得。
- 2005年 - 新型ペダルLOOK KEOペダルの発売。
- 2009年 - LOOK KEO2 MAX 発売。
- 2010年 - KEO　ブレード　発売。
- 2012年 - ロンドンオリンピックでL96トラックフレームが13個のメダル獲得。
- 2014年 - 795 エアロライト発売。エアロロードの先駆けとして注目される。
- 2015年 - 796 MONOBLADE発売。
- 2018年 - 785 HUEZ RS 発売。軽量スーパークライミングバイクとして人気を博す。
- 2019年 - 785 HUEZ RSの DISKブレーキモデル 発売。